# Кастель-дель-П'яно
Кастель-дель-П'яно (італ. Castel del Piano) — муніципалітет в Італії, у регіоні Тоскана, провінція Гроссето.
Кастель-дель-П'яно розташований на відстані близько 140 км на північний захід від Рима, 105 км на південь від Флоренції, 38 км на схід від Гроссето.
Населення — 4698 осіб (2014).

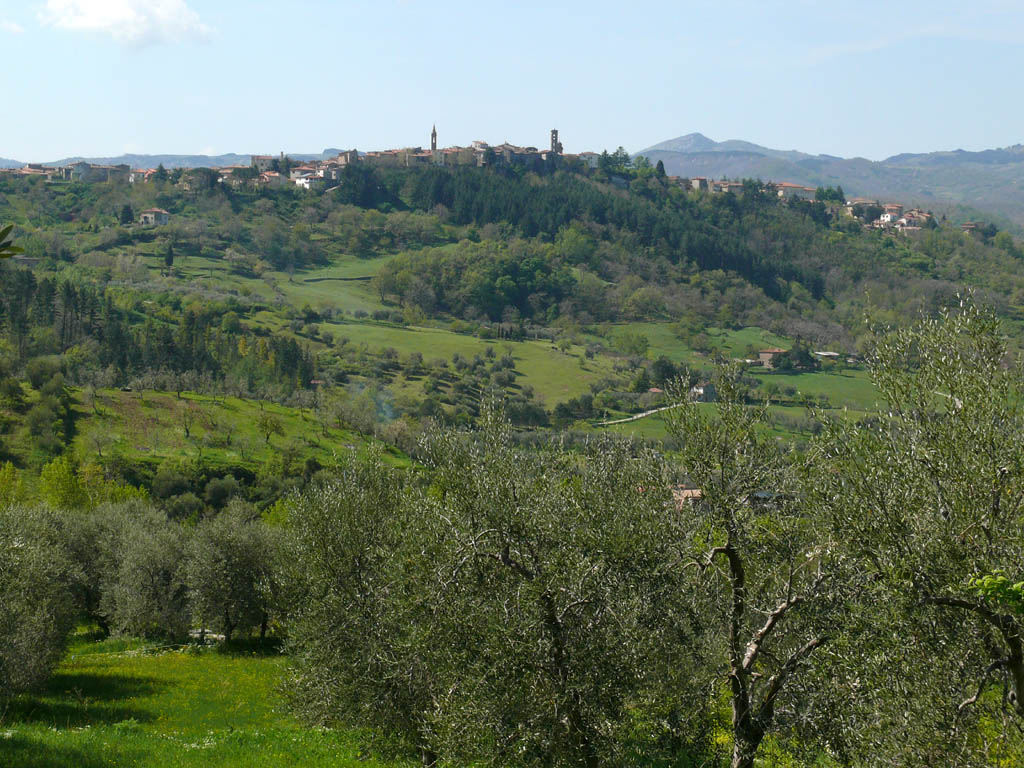

Щорічний фестиваль відбувається 8 вересня. Покровитель — Maria Santissima delle Grazie.

## Демографія
Населення за роками:

Станом на 1 січня 2023 року в муніципалітеті офіційно проживало 879 іноземців з 53 країн, серед них 163 громадяни країн Євросоюзу та 26 громадян України.

## Сусідні муніципалітети
- Аббадія-Сан-Сальваторе
- Арчидоссо
- Кастільйоне-д'Орчія
- Чиніджано
- Монтальчино
- Санта-Фйора
- Седжано